# New Harbour (Newfoundland en Labrador)
New Harbour is een designated place en local service district in de Canadese provincie Newfoundland en Labrador. De plaats bevindt zich in het zuiden van het eiland Newfoundland.

## Geschiedenis
In 1993 kreeg New Harbour voor het eerst beperkt lokaal bestuur doordat de plaats een local service district werd.

## Geografie
New Harbour ligt aan de zuidwestkust van Bay de Verde, een subschiereiland van Avalon in het zuidoosten van Newfoundland. De plaats ligt aan de oostoever van het meest zuidelijke gedeelte van Trinity Bay, aan de gelijknamige inham. Centraal in de inham ligt het 35 are metende New Harbour Island.
Het dorp sluit in het zuiden aan op de bebouwing van het dorp Dildo en ligt zo'n 2 km ten zuidwesten van Hopeall.

## Demografie

### Demografische ontwikkeling
| Demografische ontwikkeling van New Harbour tussen 2001 en 2021 |
| -------------------------------------------------------------- |
|                                                                |
| Bron: Statistics Canada (2001–2006, 2011, 2016–2021)           |

Tezamen met Dildo en Broad Cove vormt het een aaneengesloten bewoningskern met zo'n 1800 inwoners.

### Taal
In 2021 had 99,5% van de inwoners van New Harbour het Engels als moedertaal; alle anderen waren die taal machtig. Hoewel niemand het Frans als moedertaal had, waren 25 mensen die die andere Canadese landstaal machtig waren (2,7%).